# Lyonparken

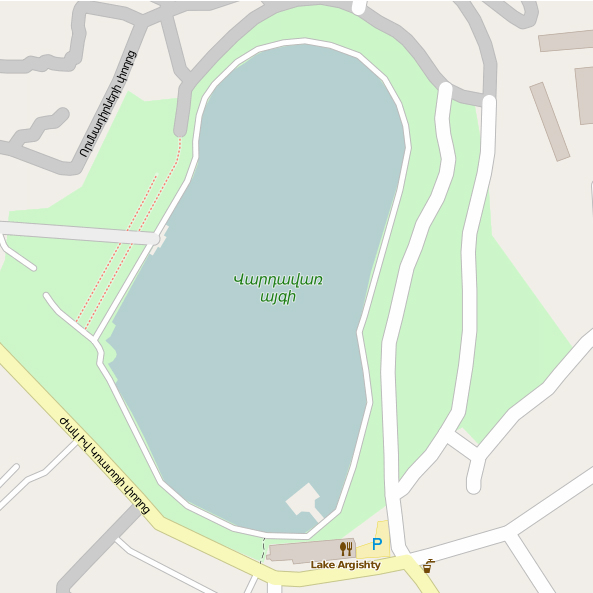
Karta över parken

Lyonparken (armeniska: Լիոնի Այգի, Lioni Aygi), ofta kallad  Tokhmakh, är en offentlig park i Jerevan i Armenien. Den upptar en yta på 17 hektar och ligger i den östra delen av  distriktet Erebuni. I parken ligger Vardavardammen, som är på åtta hektar.
Åren 2010–2011 renoverades parken grundligt av staden Lyon i Frankrike. Den återöppnades i juli 2011 och fick då namnet efter den franska staden Lyon för att bli en symbol för kontakterna mellan de två städerna.

## Vardavardammen
Vardavardammen har sitt ursprung i kung Argishti I av Urartus regeringsperiod under 700-talet före Kristus. År 1578 restaurerades dammen av den turkiske härskaren över Jerevan Mehmet khan Tokhmakh, varefter den benämndes Tokhmakhdammen. Under den sovjetiska perioden hade dammen namn efter det kommunistiska partiets ungdomsförbund. Från 2000 är det officiella namnet Vardavardammen.
Dammen har numera en vattenyta på åtta hektar och används bland annat för vindsurfing.

## Externa länkar

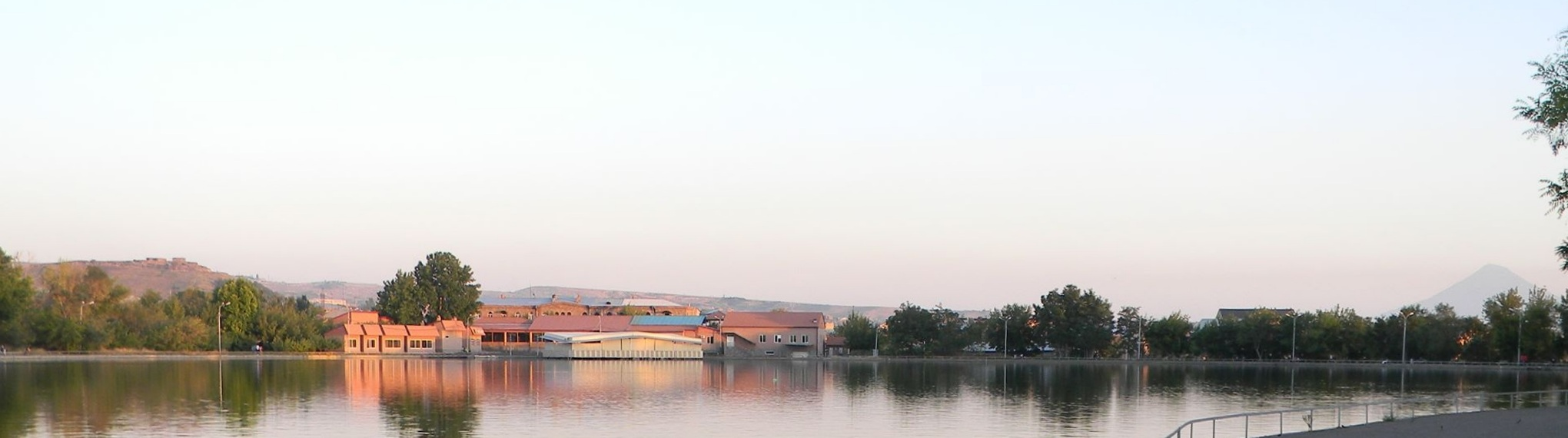
Vardavardammen i Lyonparken

## Bildgalleri

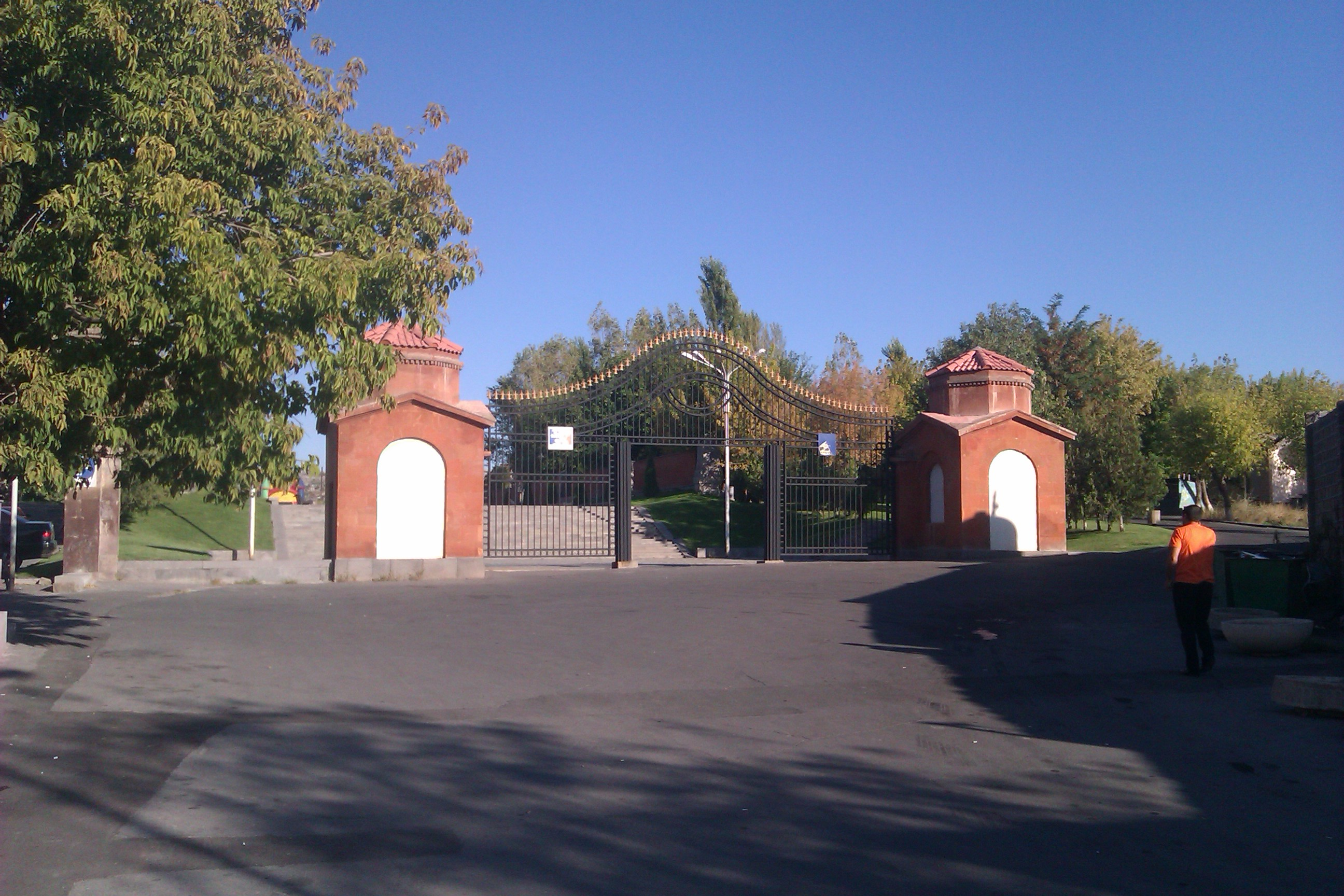
Huvudentrén
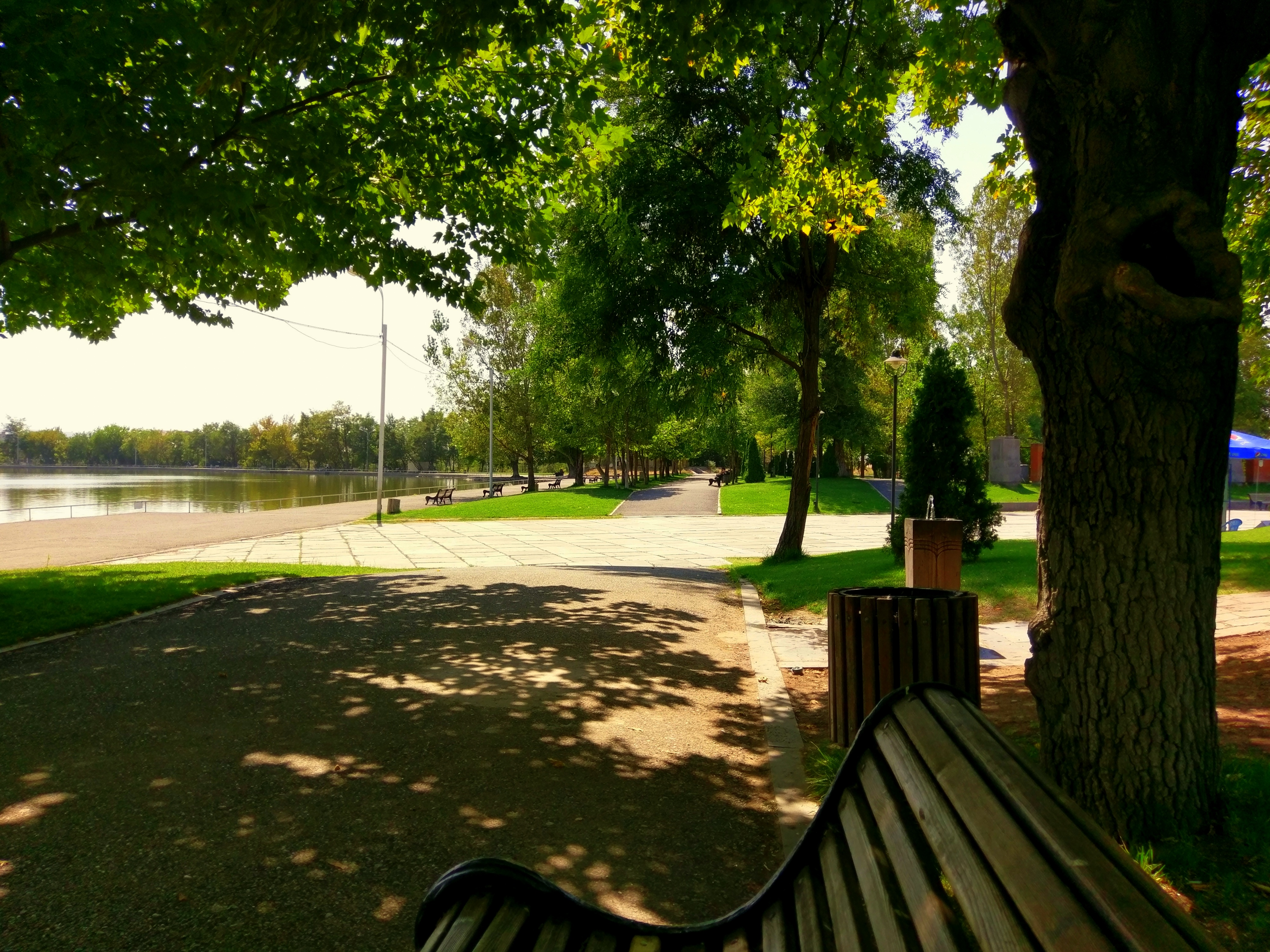
I parken
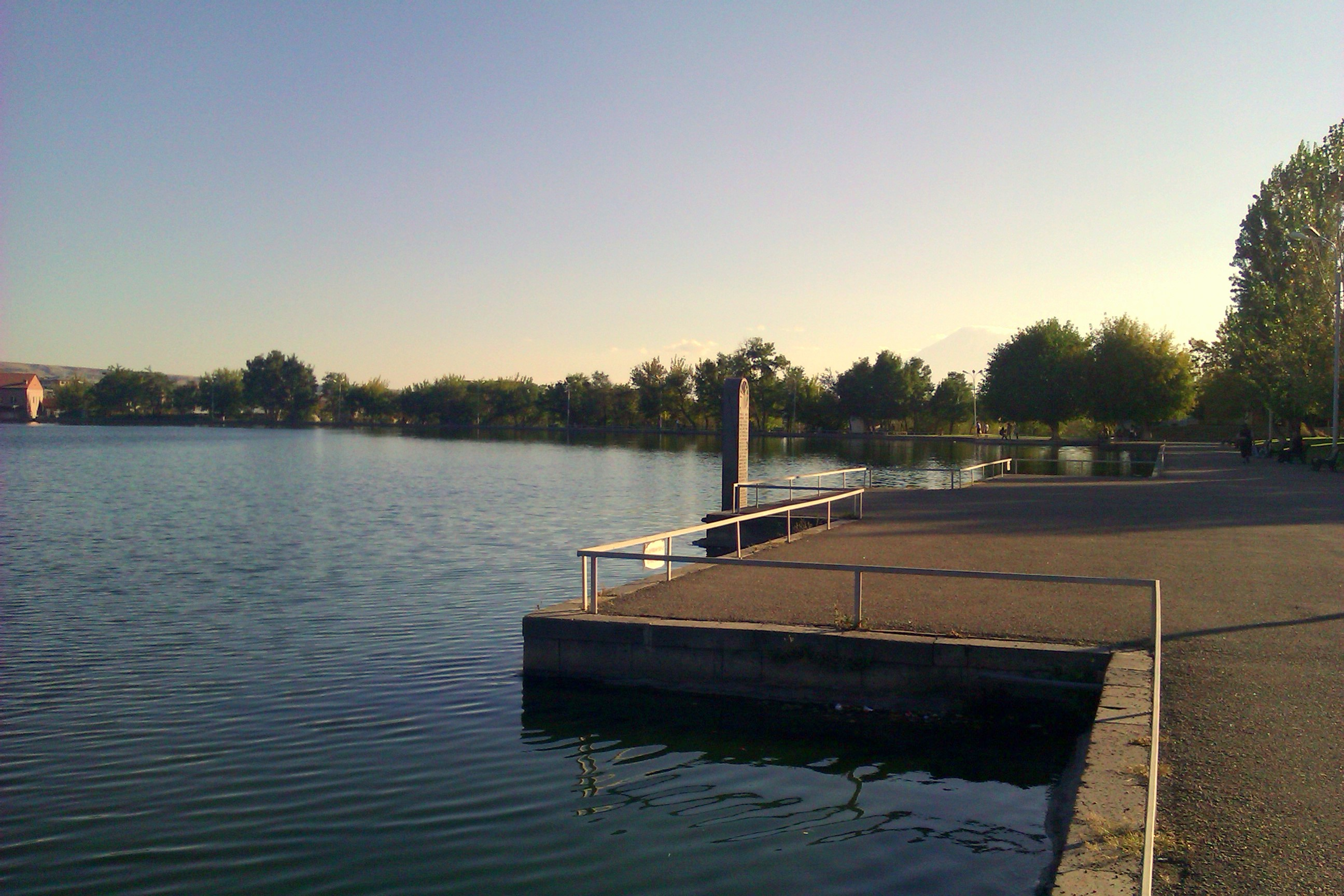
Skymning
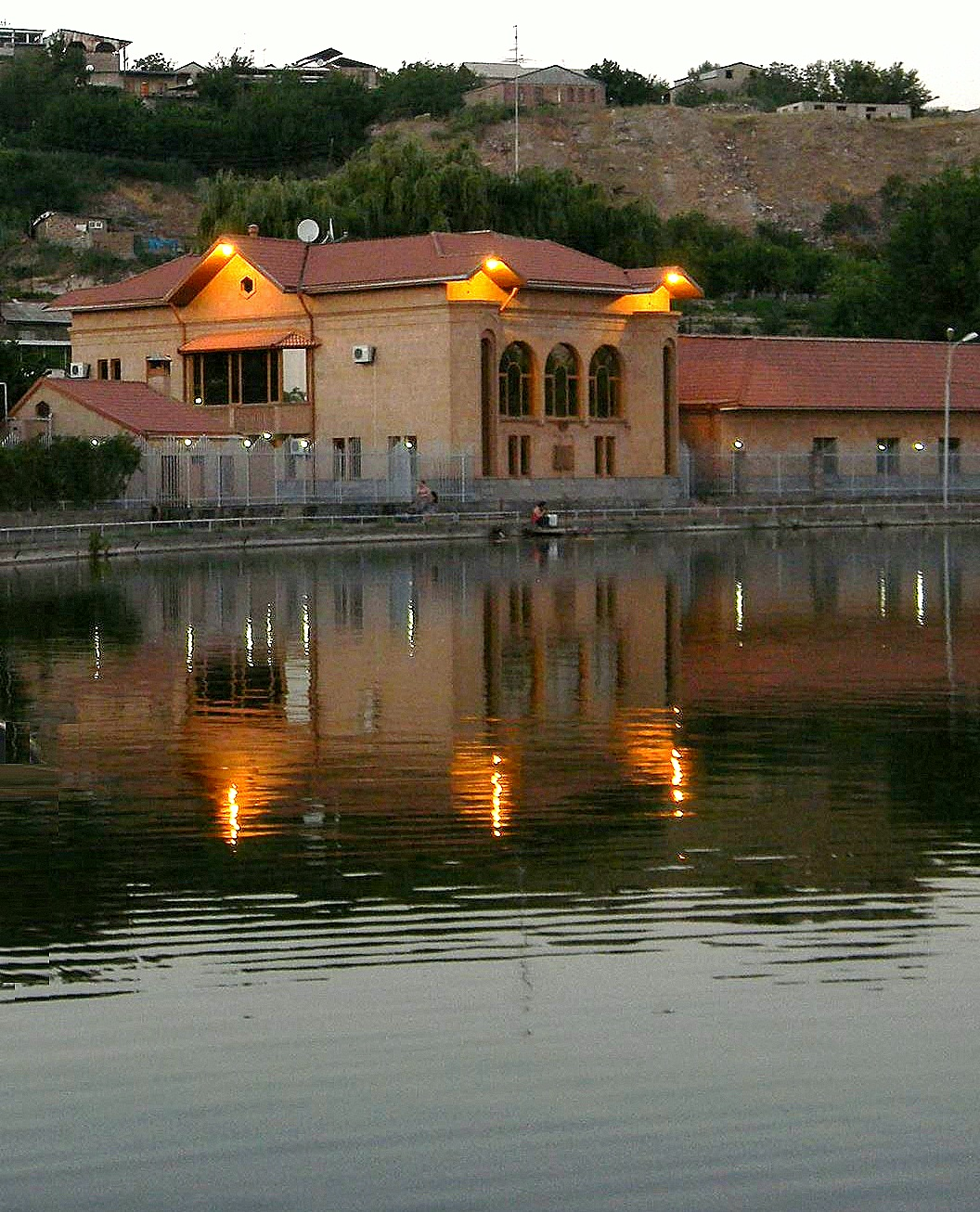
Vardavarsjön